# فلاديسلاف دورونين
فلاديسلاف دورونين (بالروسية: Владислав Юрьевич Доронин) رجل أعمال روسي ولد في السابع من نوفمبر عام 1962 في لينينغراد. مؤسس ورئيس مجموعة كابيتال أول شركة روسية مختصة في مجال العقار. مالك ورئيس مجموعة أمان للمنتجعات الفندقية، ورئيس مجموعة OKO للهندسة العقارية.

## حياته
انتقل دورونين سنة 1985 إلى جنيف ثم إلى زوغ ليعمل لدى رجل الأعمال البلجيكي مارك ريتش. قبل أن يؤسس «كابتال جروب» سنة 1991، كشركة لبيع المواد الأولية بعد ثلاث سنوات أعلنت المجموعة دخولها السوق العقارية والمكاتب في موسكو.
مع مرور السنين كبُر رأس مال الشركة من مشاريعها التطويرية للسكن الفاخر (71 مشروع سكني فاخر بما يقدر ب 7 ملايين متر مربع).
فبراير 2014 فلاديسلاف يصبح مساهم رئيسي في مجموعة أمان القابضة المالكة لمنتجعات أمان الفندقية.
فلاديسلاف يدخل في شراكة مع المطور العقاري مايكل شفو (بالإنجليزية: Michael Shvo) في أبريل 2015 بهدف امتلاك الطوابق 4-24 من ناطحة سحاب (Crown building) بالشارع الخامس في مانهاتن بقيمة 500 مليون دولار كي يصبح بعد عامين ثاني أكبر مقر لمجموعة أمان بعد أمان طوكيو.
أعلن دورونين عبر شركته OKO للتطوير العقاري في مارس 1015 عن تشييد برج ميسوني بايا (57 طابق) للشقق الفاخرة بالتعاون مع دار الأزياء الإيطالية ميسوني والمعماري المصري هاني رشيد.

### حياته الخاصة
يعيش فلاديسلاف في شقة بينتهاوس صُممت من طرف ماسيمو غيني (بالإنجليزية: Massimo Ghini) في كابيتال سيتي إحدى مجمعاته السكنية منذ 2003. يمتلك أيضا فيلا في مجموعة كابيتال هيلز من تصميم المعمارية زها حديد في بلدة بارفيخا الروسية. كانت تجمعه علاقة بعارضة الأزياء ناعومي كامبل 2008 - 2013.